# رولاندو زاته
رولاندو زاته (انگلیسی: Rolando Zárate؛ زادهٔ ۶ اوت ۱۹۷۸) بازیکن فوتبال اهل آرژانتین است.
از باشگاه‌هایی که در آن بازی کرده‌است می‌توان به باشگاه فوتبال رئال مادرید، باشگاه فوتبال ریور پلاته، باشگاه فوتبال تیگرس اونال، باشگاه فوتبال الاتحاد، باشگاه ورزشی بارسلونا، باشگاه فوتبال مونتری، باشگاه فوتبال ولز سارسفیلد، باشگاه فوتبال رئال مادرید کاستیا، باشگاه فوتبال اتلتیکو هوراکان، و باشگاه فوتبال رئال مورسیا اشاره کرد.
وی همچنین در تیم ملی فوتبال آرژانتین بازی کرده‌است.